# 19e et 29e groupements d'infanterie polonaise
Pour les articles homonymes, voir groupement d'infanterie.
Les 19e et 29e groupements d'infanterie polonaise sont deux unités militaires de la Seconde Guerre mondiale, formées en 1945 d'immigrés polonais en France, anciens des forces françaises de l'intérieur.

## Historique
Après la libération de la France et tandis que les FFI sont peu à peu incorporés dans l'Armée française de la Libération, les résistants polonais proches du Parti communiste français, souvent des immigrés n'ayant plus d'attaches en Pologne, refusent de rejoindre l'Armée polonaise de l'Ouest, préférant le comité de Lublin pro-soviétique au gouvernement polonais en exil. Ils sont rassemblés en décembre 1944 dans la région de Besançon.
La situation se clarifie en janvier 1945 lorsque que, après sa visite à Moscou, le général de Gaulle accepte de nouer des liens avec le comité de Lublin tout en conservant sa reconnaissance au gouvernement en exil. Les autorités polonaises acceptent donc la constitution d'une unité polonaise dans les rangs de l'Armée française, sous commandement et drapeaux polonais.
Les 19e et 29e groupements, commandés respectivement par les commandants Boleslaw Maslankiewicz et Jan Gerhard (pl) et comptant chacun quatre compagnies de 290 hommes, sont rattachés administrativement au 201e régiment de pionniers nord-africains. Ils sont placés sous le double commandement d'un officier polonais, le commandant Bolesław Jeleń (pl), et d'un officier français, le commandant Henri Thévenot.
Les deux groupements opèrent avec la 1re armée française à partir de février 1945, dans les Vosges puis dans la campagne d'Allemagne,. Ils participent ensuite à l'occupation française de l'Allemagne jusqu'à leur retour en Pologne en novembre 1945.
En novembre 1945, les deux groupements sont intégrés dans l'armée populaire de Pologne.

## Uniformes et armement

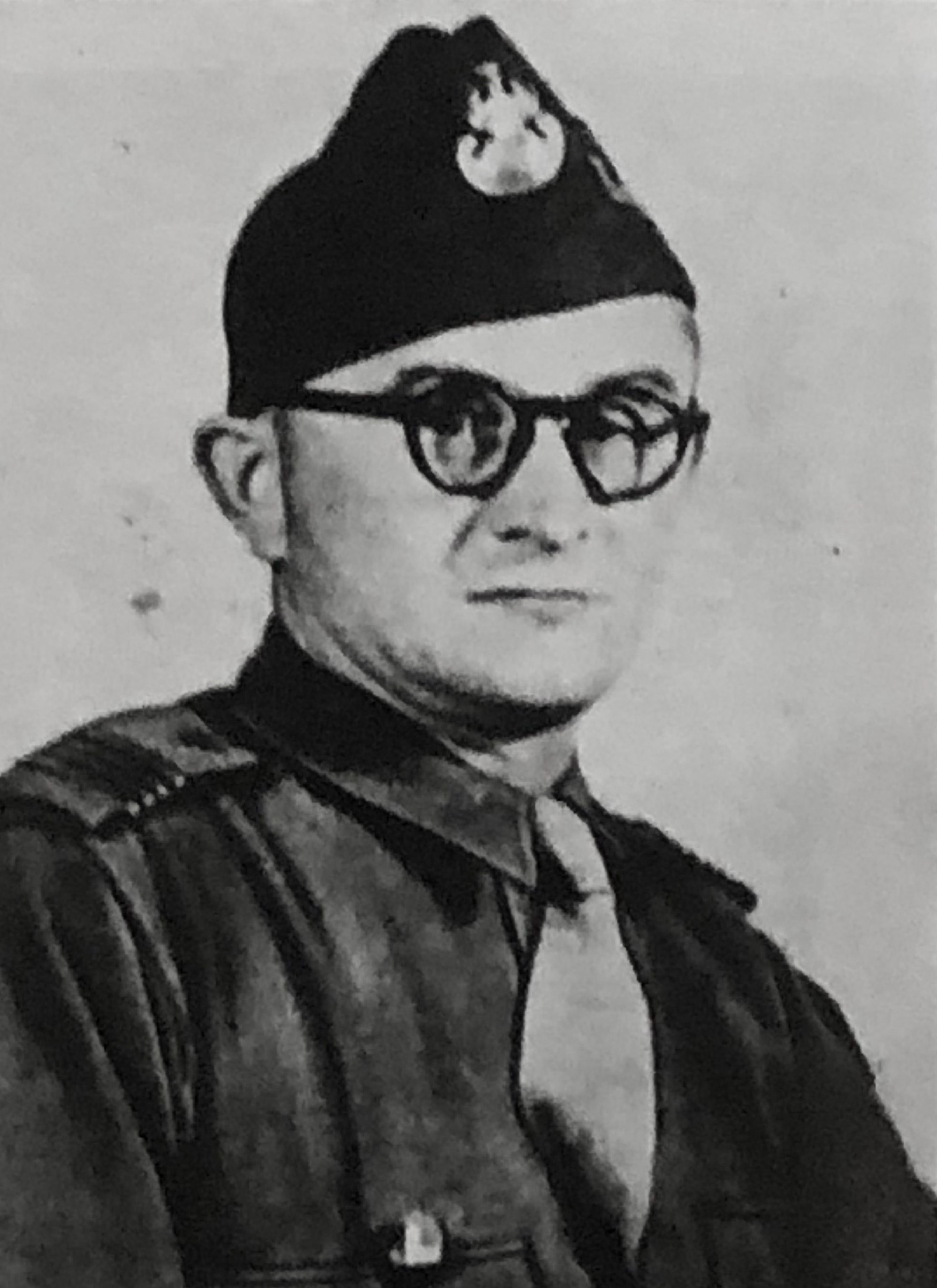
Le commandant Bolesław Jeleń, chef des deux groupements, en uniforme américain avec l'aigle sur le bonnet de police et les galons français sur l'épaule.

Les polonais reçoivent une tenue américaine, avec marque de grades de l'Armée française. Les bonnets de police portent des insignes d'aigles fabriqués en tôle en 1939-1940 pour l'armée de Sikorski en France tandis que l'aigle blanc sur champ rouge est peinte sur les casques M1. Sur tous ces symboles, la couronne de l'aigle a été retirée. Les soldats portent sur la manche gauche l'écusson de la 1re armée française.
Le drapeau des groupements porte sur l'avers l'aigle blanche et la devise Honor - Ojczyzna (pl) (honneur et patrie) et sur le revers l'hirondelle symbole de la 1re armée avec la devise « pour votre liberté et la nôtre ».
Les Polonais sont équipés d'armes de prise, et l'arme standard est le fusil Mauser 98k allemand.